# グロリア・アウトレット
グロリア・アウトレット（英語: GLOLIA OUTLETS）または華泰名品城（かたいめいひんじょう）は、台湾桃園市中壢区にある屋外型としては台湾最大のアウトレットモール。開発は台湾の生命保険会社である国泰人寿（キャセイライフ）グループが行い、グロリア・プリンスホテルを擁する華泰大飯店公司が運営している。2018年第1四半期までに第4期・総店舗数260に順次拡大予定。

## 沿革
- 2015年12月18日 - 102ブランドが進出し、第1期開業[1][2]。
- 2016年12月21日 - 65ブランドを加えて第2期開業[3]。
- 2017年3月2日 - 桃園機場捷運正式開業。

## アクセス
- 台湾高速鉄道、桃園機場捷運：桃園駅